# Liron Cohen
Liron Cohen (in ebraico לירון כהן‎?; Gerusalemme, 5 agosto 1982) è un'ex cestista israeliana.
Alta 173 cm, giocava come guardia.

## Carriera
Nella stagione 2010-11 approda alla Pallacanestro Femminile Schio con la quale si aggiudica la Coppa Italia di pallacanestro femminile 2011 e viene votata MVP della finale. Conquista anche lo scudetto in finale contro Taranto.
Nella stagione 2012-13 viene ingaggiata dal Taranto Cras Basket.
Con Israele ha disputato quattro edizioni dei Campionati europei (2003, 2007, 2009, 2011).

## Palmarès
- Campionato italiano: 1
Schio: 2010-11
- Coppa Italia: 1
Pallacanestro Femminile Schio: 2011